# Campeonato Acreano de Futebol
O Campeonato Acreano de Futebol é uma competição organizada pela Federação de Futebol do Estado do Acre para disputa do título estadual entre os clubes do Acre. Através deste torneio são apontadas as vagas do estado em competições nacionais abertas como o Campeonato Brasileiro de Futebol - Série D, a Copa do Brasil e a Copa Verde.

## História

### Era amadora
A primeira notícia da prática do futebol no Acre vem do ano de 1912 quando, em Xapuri, os trabalhadores organizavam times provisórios e batiam sua bola nos pastos dos seringais do município .
Mas é também em Xapuri que surge o primeiro clube do futebol Acreano, o Xapury Football Club, que foi fundado em 15 de Novembro de 1914 .
No município de Sena Madureira um grupo de rapazes resolvem também fundar um clube de futebol, que surgiu em 25 de Novembro de 1914.
Em 1915, Xapuri viu surgir outro clube local de futebol chamado Paysandu Sport Club.  Ainda em Sena Madureira, surgem em 1917 duas pioneiras agremiações futebolísticas da cidade: Alto Purus Club e Team dos Onze
.
Já em 1919 surgem os primeiros clubes de futebol na capital Rio Branco (Acreano, Militar F.C., Rio Branco e Ypiranga), que organizam no mesmo ano o primeiro campeonato Riobranquense de futebol, cujo título foi conquistado pelo Rio Branco (agremiação criada em 8 de Junho de 1919). Os jogos aconteceram na Praça Rodrigues Alves. 
Em 1920 surgem em Rio Branco dois novos clubes de futebol: na zona rural, no seringal Catuaba, o comerciante José de Mello funda o Catuaba Football Club, e na cidade se origina o Brasil Sport Club. Porém esses dois clubes não chegaram a ser filiados à Liga e, por isso, não disputaram o campeonato Riobranquense do ano seguinte.
É em 1921 que se instala a Liga Acreana de Sports Terrestres (LAET), entidade que logo organiza o campeonato de futebol do Acre daquele ano, que contou com a participação de três clubes: Acreano, Rio Branco e Ypiranga. O campeão foi o Rio Branco. Devido a uma crise no meio futebolístico, não foi realizado o certame Acreano de 1922 a 1927, voltando a ser disputado em 1928 e 1929 com o Rio Branco como campeão.
O Rio Branco voltaria a participar dos certames a partir de 1934, e arrebatou um heptacampeonato de 1935 a 1941.
Mas em 1942 um novo clube chamado Duque de Caxias quebra a sequência de títulos do "Estrelão" e se torna campeão ao vencer o próprio Rio Branco na final por 1x0. O Rio Branco também ganhou o último campeonato organizado pela Liga Acreana de Sports Terrestres, em 1946, como também foi campeão do primeiro certame a cargo de uma nova entidade esportiva, a Federação Acreana de Desportos (FAD), em 1947. O América (fundado em 1933), conquistou o bi-campeonato de 1948/1949.
Na década de 1950, o clube do Independência vai competir com o tradicional Rio Branco a hegemonia do futebol Acreano, com os dois clubes disputando a maioria das decisões dos campeonatos daqueles anos. Na disputa de 1958, o Independência aplicou a maior goleada da história do campeonato Acreano quando goleou o Botafogo por 20 X 0 (Fued marcou 7 gols, Gilito e Sidico ambos 4 vezes, Mansour e Elínio duas vezes cada e Hugo).
No certame de 1965 é a vez do Vasco da Gama ganhar seu primeiro título, de forma invicta, após empatar em 1x1 na partida final contra o Rio Branco. No mesmo ano de sua fundação, em 1966, o Juventus vence o seu primeiro campeonato estadual. O clube surgiu  da ideia de um grupo de garotos e de um padre de um colégio Católico, sendo que o Juventus se tornaria o principal adversário do Rio Branco, onde ambos deram origem à maior rivalidade  do futebol Acreano.
Nos anos 1970 e 1980 é a vez do Juventus mostrar sua força, arrebatando nessas décadas oito títulos estaduais (além de sete vice campeonatos). 

### Era profissional
Em 1989 é implantado o profissionalismo no futebol do Acre e o Juventus torna-se o primeiro campeão estadual da era profissional. 
Nos anos 2000 o Rio Branco mantém seu domínio, ganhando a maioria dos campeonatos, inclusive se tornando tetra-campeão. Na disputa do certame de 2006 a ADESG se tornou a primeira equipe do interior do estado a vencer o torneio.
Em 2016, depois de vinte e cinco anos, o também tradicional Atlético Acreano (clube fundado por comerciantes sírios/libaneses) voltava a ser campeão estadual.

## Títulos

### Por equipe
| Clube             | Campeão | Anos do Títulos | Vice | Anos do Vice |
| ----------------- | ------- | --- | ---- | --- |
| Rio Branco-AC     | 49      | 1919, 1921, 1928, 1929, 1935, 1936, 1937, 1938, 1939, 1940, 1941, 1943, 1944, 1945, 1946, 1947, 1950, 1951, 1955, 1956, 1957, 1960, 1961, 1962*, 1964, 1971, 1973, 1977, 1979, 1983, 1986, 1992, 1994, 1997, 2000, 2002, 2003, 2004, 2005, 2007, 2008, 2010, 2011, 2012, 2014, 2015, 2018, 2021, 2023 | 24   | 1920, 1942, 1948, 1949, 1952, 1954, 1958, 1959, 1962*, 1965, 1974, 1975, 1978, 1988, 1989, 1995, 1996, 1998, 2001, 2006, 2009, 2013, 2016, 2017 |
| Juventus-AC       | 14      | 1966, 1969, 1975, 1976, 1978, 1980, 1981, 1982, 1984, 1989, 1990, 1995, 1996, 2009 | 11   | 1968, 1970, 1972, 1979, 1985, 1986, 1987, 1991, 1994, 2004, 2008                                                                                |
| Independência     | 13      | 1954, 1958, 1959, 1963, 1970, 1972, 1974, 1985, 1988, 1993, 1998, 2024, 2025 | 16   | 1950, 1951, 1955, 1956, 1957, 1960, 1966, 1969, 1971, 1980, 1982, 1984, 1992, 1997, 1999, 2000                                                  |
| Atlético Acreano  | 9       | 1952, 1953, 1962*, 1968, 1987, 1991, 2016, 2017, 2019 | 10   | 1961, 1962*, 1976, 1977, 1981, 1983, 1990, 2012, 2014, 2020                                                                                     |
| Vasco-AC          | 3       | 1965, 1999, 2001 | 5    | 1963, 1964, 1967, 2002, 2003 |
| América Acreano   | 2       | 1948, 1949 | 5    | 1935, 1936, 1937, 1946, 1953 |
| Galvez            | 1       | 2020 | 4    | 2015, 2018, 2019, 2025 |
| Humaitá           | 1       | 2022 | 3    | 2021, 2023, 2024 |
| Ypiranga          | 1       | 1920 | 2    | 1919, 1928 |
| ADESG             | 1       | 2006 | 2    | 1993, 2005 |
| Plácido de Castro | 1       | 2013 | 1    | 2011 |
| A.A. Militar      | 1       | 1930 | 1    | 1938 |
| Duque de Caxias   | 1       | 1942 | 0    | |
| Grêmio Sampaio    | 1       | 1967 | 0    | |
| Acreano           | 0       | | 1    | 1921 |
| A.A. Acreana      | 0       | | 1    | 1930 |
| Comercial         | 0       | | 1    | 1939 |
| Fortaleza         | 0       | | 1    | 1947 |
| Internacional     | 0       | | 1    | 1973 |
| Andirá            | 0       | | 1    | 2007 |
| Náuas             | 0       | | 1    | 2010 |
| São Francisco-AC  | 0       | | 1    | 2022 |

* Houve 2 certames em 1962: Um pelo Território do Acre e outro pelo Estado do Acre. O Rio Branco levou o primeiro, enquanto o Atlético Acreano levou o segundo.

### Por cidade

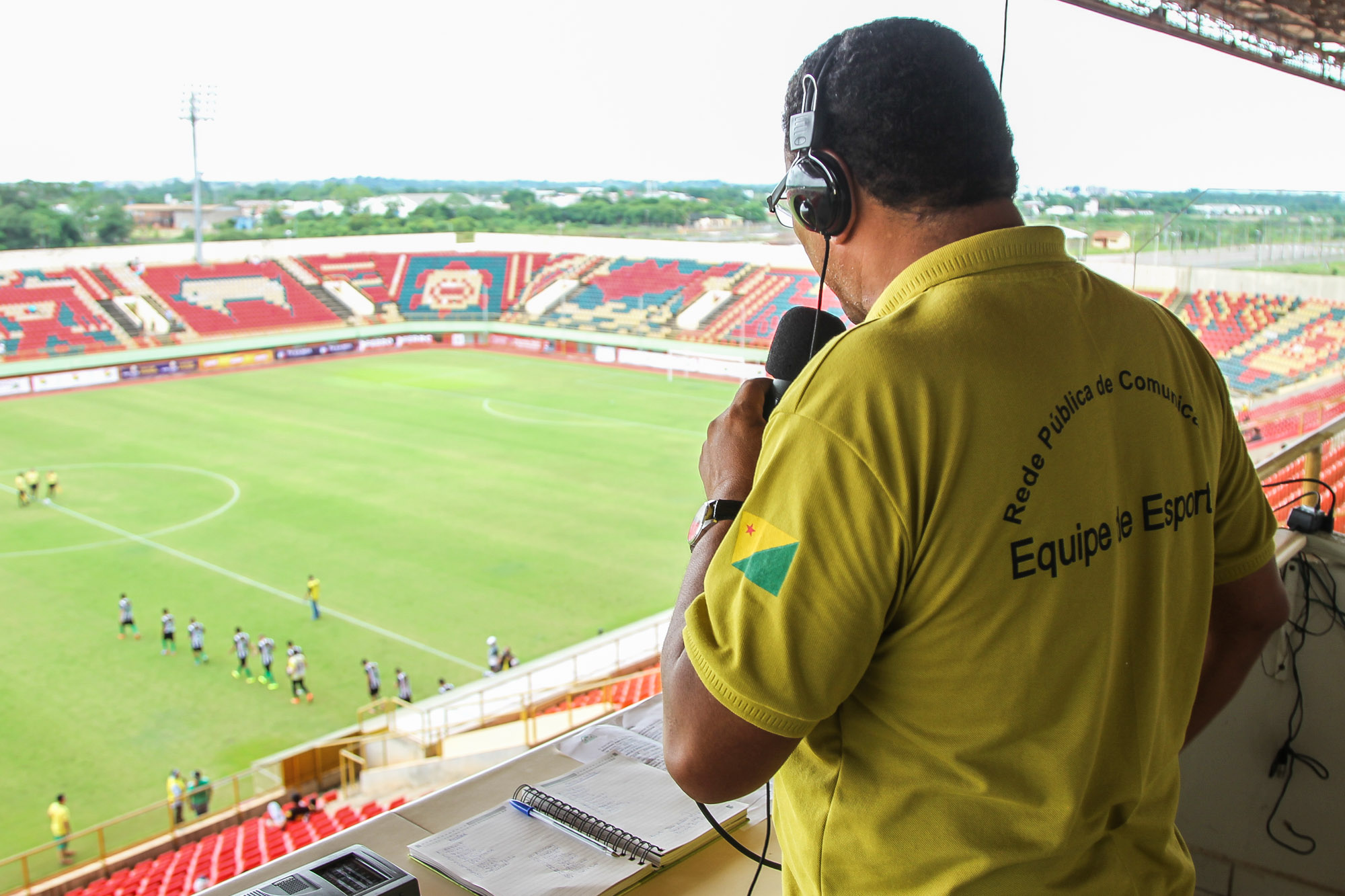
Transmissão de jogos do Campeonato Acreano

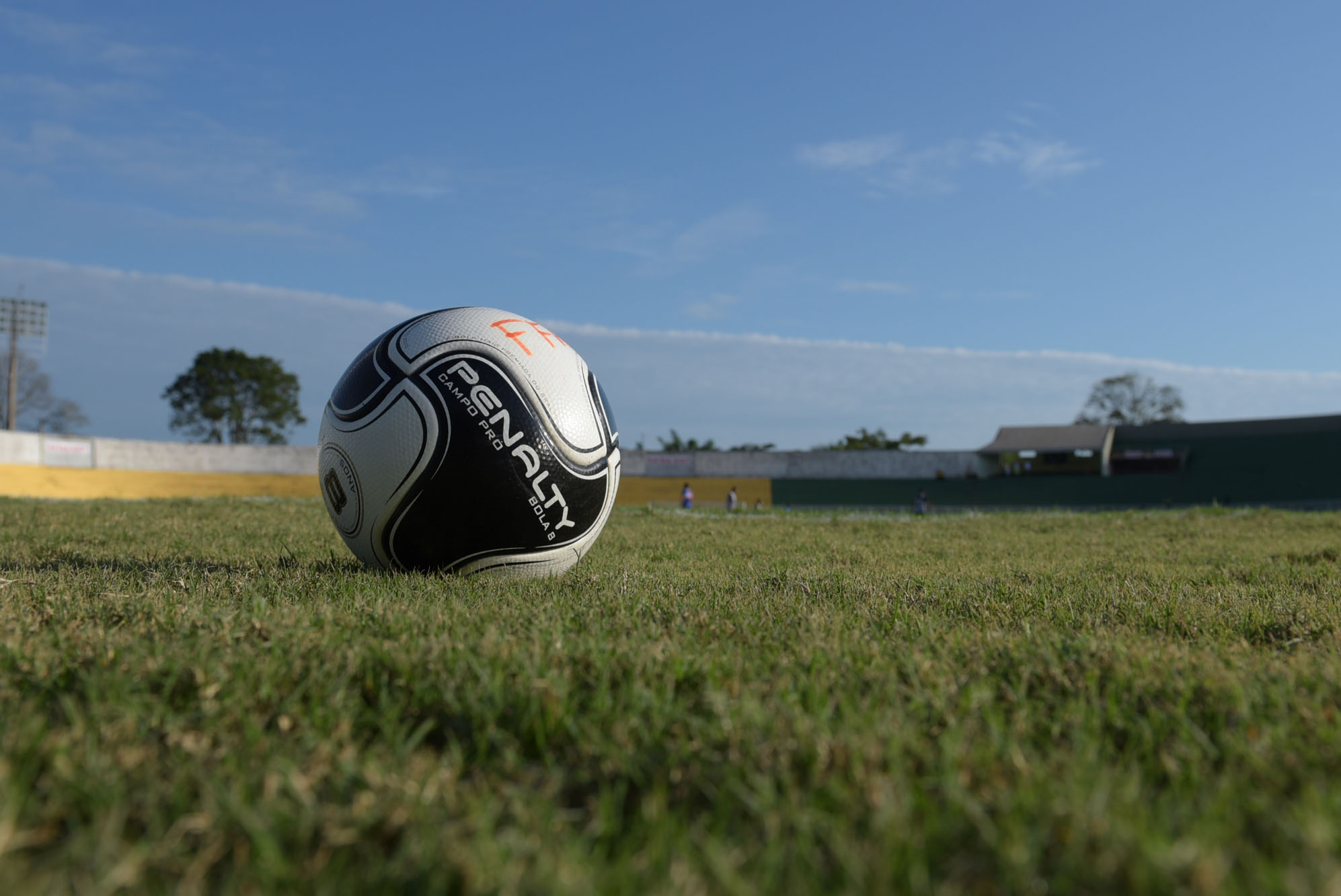
Estádio da Federação de Futebol do Acre, em Rio Branco

| Cidade            | Títulos |
| ----------------- | ------- |
| Rio Branco        | 95      |
| Senador Guiomard  | 1       |
| Plácido de Castro | 1       |
| Porto Acre        | 1       |

### Campeões consecutivos

#### Heptacampeonatos
- Rio Branco: 1 vez (1935-36-37-38-39-40-41)

#### Pentacampeonatos
- Rio Branco: 1 vez (1943-44-45-46-47)

#### Tetracampeonatos
- Rio Branco: 1 vez (2002-03-04-05)

#### Tricampeonatos
- Rio Branco: 3 vezes (1955-56-57, 1960-61-62, 2010-11-12)

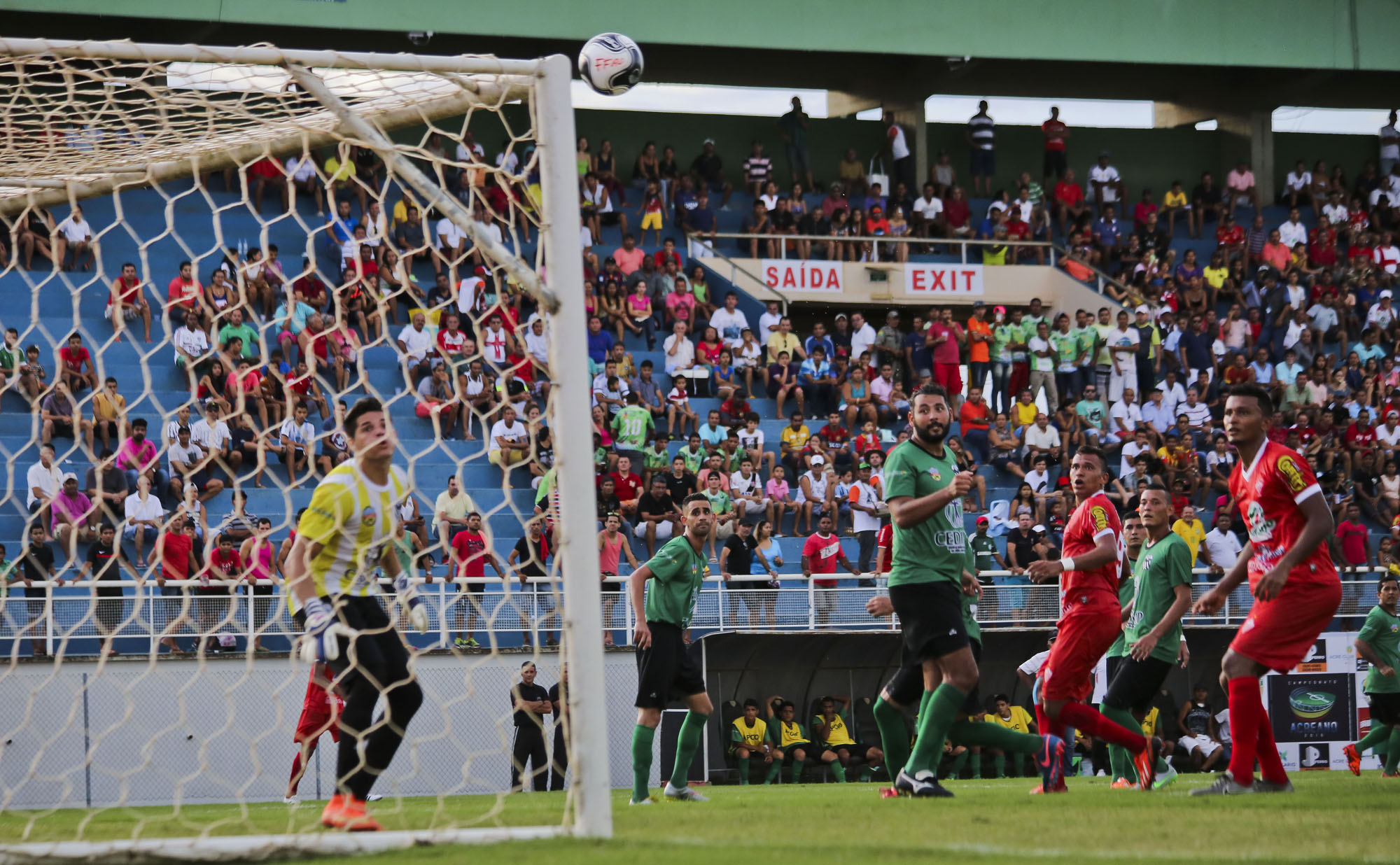
Jogo do Campeonato Acreano no Estádio Florestão

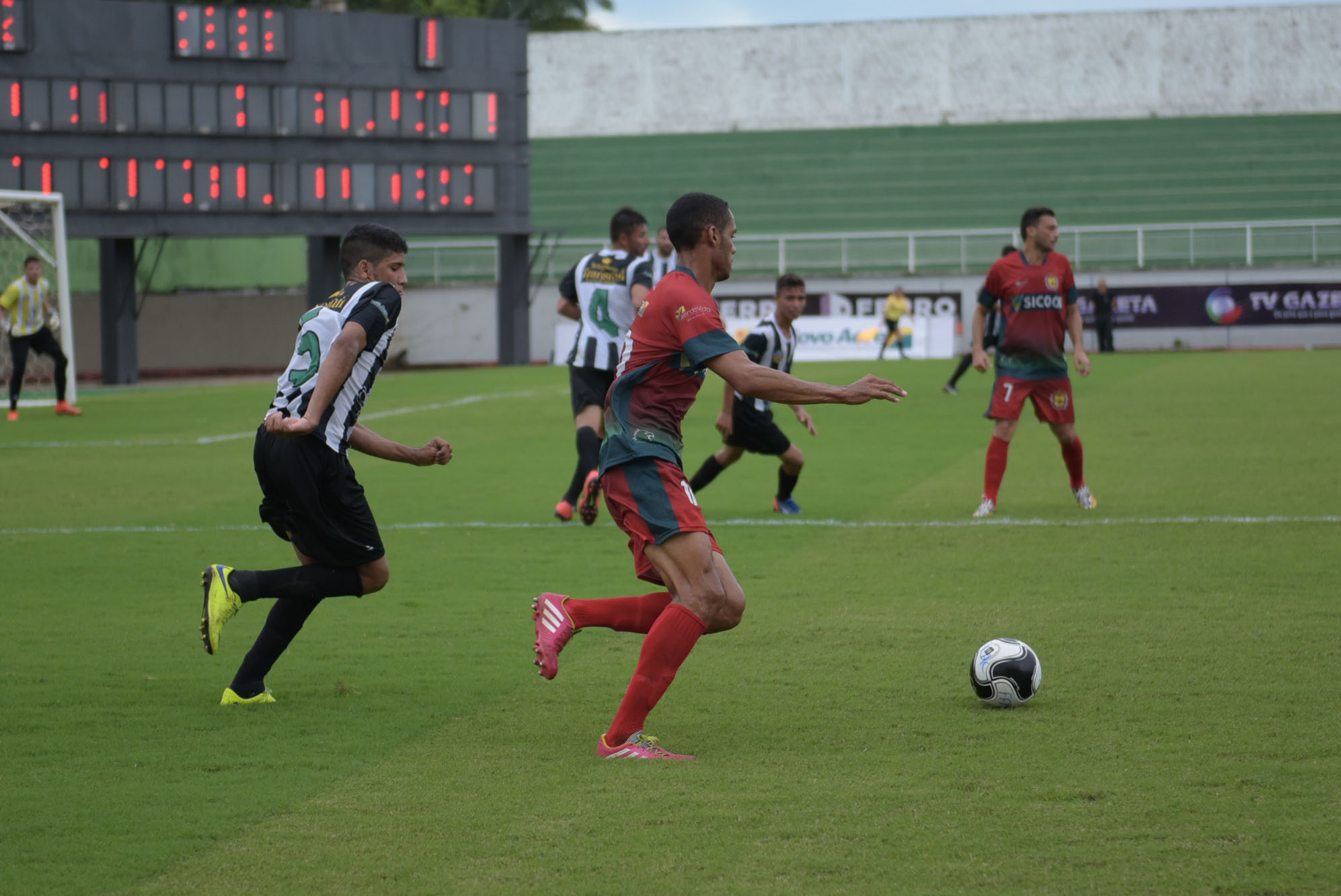
Jogo do Campeonato Acreano de Futebol

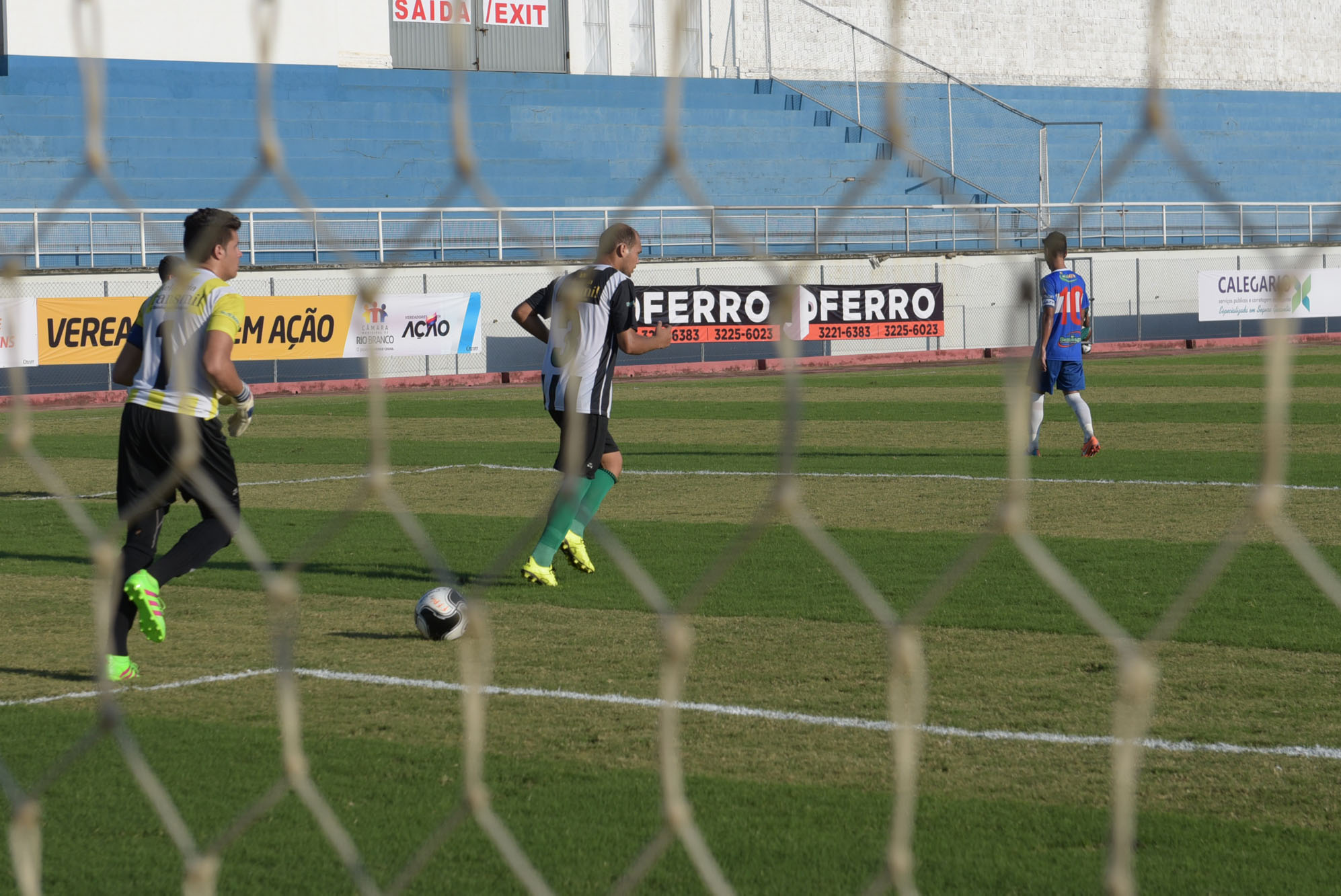
Jogo pelo Campeonato Acreano de Futebol, 2016

- Juventus: 1 vez (1980-81-82)

#### Bicampeonatos
- Juventus: 3 vezes (1975-76, 1989-90, 1995-96)
- Rio Branco: 3 vezes (1950-51, 2007-08, 2014-15)
- Atlético Acreano: 2 vezes (1952-53, 2016-17)
- Independência: 2 vezes (1958-59, 2024-25)
- América: 1 vez (1948-49)

#### Jejuns
Veja abaixo os jejuns de títulos dos clubes Acrianos na Primeira Divisão do Campeonato Estadual do Acre (até 2025).
Clube - Anos sem vencer o Estadual - Último título estadual
- Plácido de Castro - 12 anos - 2013
- Juventus - 16 anos - 2009
- ADESG - 19 anos - 2006
- Vasco da Gama - 24 anos - 2001

## Artilheiros
| Artilheiros do Campeonato Acreano de Futebol | Artilheiros do Campeonato Acreano de Futebol | Artilheiros do Campeonato Acreano de Futebol | Artilheiros do Campeonato Acreano de Futebol |
| Ano                                          | Artilheiro                                   | Clube                                        | Gols                                         |
| -------------------------------------------- | -------------------------------------------- | -------------------------------------------- | -------------------------------------------- |
| 1989                                         | Ivo                                          | Juventus (Rio Branco)                        | 4                                            |
| 1990                                         | Gilmar                                       | Juventus (Rio Branco)                        | 4                                            |
| 1991                                         | Paulinho                                     | Atlético Acreano (Rio Branco)                | 10                                           |
| 1992                                         | Paulo Henrique                               | Rio Branco (Rio Branco)                      | 4                                            |
| 1992                                         | Siqueira                                     | Rio Branco (Rio Branco)                      | 4                                            |
| 1993                                         | Ivo                                          | Independência (Rio Branco)                   | 6                                            |
| 1994                                         | Palmiro                                      | Rio Branco (Rio Branco)                      | 12                                           |
| 1995                                         | Sairo                                        | Juventus (Rio Branco)                        | 11                                           |
| 1996                                         | Sairo                                        | Juventus (Rio Branco)                        | 16                                           |
| 1997                                         | Palmiro                                      | Rio Branco (Rio Branco)                      | 10                                           |
| 1998                                         | Palmiro                                      | Rio Branco (Rio Branco)                      | 13                                           |
| 1999                                         | Pitiú                                        | Independência (Rio Branco)                   | 8                                            |
| 1999                                         | Edilsinho                                    | Rio Branco (Rio Branco)                      | 8                                            |
| 1999                                         | Rosier                                       | Vasco da Gama (Rio Branco)                   | 8                                            |
| 2000                                         | Marcelo                                      | Rio Branco (Rio Branco)                      | 6                                            |
| 2001                                         | Maradona                                     | Rio Branco (Rio Branco)                      | 8                                            |
| 2002                                         | Tangará                                      | Rio Branco (Rio Branco)                      | 7                                            |
| 2003                                         | Juliano César                                | Rio Branco (Rio Branco)                      | 13                                           |
| 2004                                         | Juliano César                                | Rio Branco (Rio Branco)                      | 16                                           |
| 2005                                         | Juliano César                                | Rio Branco (Rio Branco)                      | 19                                           |
| 2006                                         | Juliano César                                | Rio Branco (Rio Branco)                      | 9                                            |
| 2007                                         | Juliano César                                | Rio Branco (Rio Branco)                      | 14                                           |
| 2008                                         | Marcelo Cabeção                              | Independência (Rio Branco)                   | 9                                            |
| 2008                                         | Araújo                                       | Juventus (Rio Branco)                        | 9                                            |
| 2008                                         | Zico                                         | Plácido de Castro (Plácido de Castro)        | 9                                            |
| 2008                                         | Marcelo Brás                                 | Rio Branco (Rio Branco)                      | 9                                            |
| 2009                                         | Josa                                         | Atlético Acreano (Rio Branco)                | 10                                           |
| 2009                                         | Aílton                                       | Vasco da Gama (Rio Branco)                   | 10                                           |
| 2010                                         | Juliano César                                | Rio Branco (Rio Branco)                      | 14                                           |
| 2011                                         | Jô                                           | Juventus (Rio Branco)                        | 11                                           |
| 2011                                         | Nilton Goiano                                | Plácido de Castro (Plácido de Castro)        | 11                                           |
| 2012                                         | Eduardo                                      | Andirá (Rio Branco)                          | 13                                           |
| 2013                                         | Juliano César                                | Rio Branco (Rio Branco)                      | 16                                           |
| 2014                                         | Gustavo Luz                                  | Vasco da Gama (Rio Branco)                   | 9                                            |
| 2015                                         | Alexandre Matão                              | Rio Branco (Rio Branco)                      | 14                                           |
| 2016                                         | Tonho Cabañas                                | Galvez (Rio Branco)                          | 11                                           |
| 2017                                         | Marcelo Brás                                 | Plácido de Castro (Plácido de Castro)        | 11                                           |
| 2018                                         | Ciel                                         | Galvez (Rio Branco)                          | 9                                            |
| 2019                                         | Adriano                                      | Galvez (Rio Branco)                          | 9                                            |
| 2020                                         | Ciel                                         | Atlético Acreano (Rio Branco)                | 10                                           |
| 2021                                         | Digão                                        | Atlético Acreano (Rio Branco)                | 7                                            |
| 2022                                         | Fabinho                                      | Humaitá (Porto Acre)                         | 7                                            |
| 2023                                         | Pedro Henrique                               | Galvez (Rio Branco)                          | 11                                           |
| 2024                                         | Daniego                                      | Vasco da Gama (Rio Branco)                   | 7                                            |
| 2025                                         | Lucas Cassiano                               | Rio Branco (Rio Branco)                      | 8                                            |

Juliano Cesar é maior artilheiro do futebol local na era do profissionalismo, com mais de 150 gols no currículo (122 pelo Campeonato Acreano), rendendo por sete vezes o título de goleador do Campeonato Acreano (2003, 2004, 2005, 2006, 2007, 2010 e 2013), todas as campanhas pelo Rio Branco[carece de fontes?].

## Maiores goleadas
| Data                   | Mandante         | Placar | Visitante         | Estádio           |
| ---------------------- | ---------------- | ------ | ----------------- | ----------------- |
| 8 de março de 1958     | Independência    | 20 - 0 | Botafogo          | José de Melo      |
| 22 de agosto de 1950   | Rio Branco       | 17 - 0 | Ypiranga          | José de Melo      |
| 16 de agosto de 1953   | Rio Branco       | 15 - 0 | Fortaleza         | José de Melo      |
| 1950                   | Rio Branco       | 13 - 0 | Fortaleza         | José de Melo      |
| junho de 1957          | Atlético         | 13 - 0 | Botafogo          |                   |
| 1978                   | Juventus         | 13 - 0 | Internacional     |                   |
| 9 de julho de 1950     | Rio Branco       | 13 - 0 | Imperial          | José de Melo      |
| 13 de março de 1958    | Vasco da Gama    | 12 - 0 | Botafogo          |                   |
| 1983                   | Rio Branco       | 12 - 0 | Andirá            | José de Melo      |
| 1996                   | Rio Branco       | 12 - 1 | Andirá            | José de Melo      |
| 28 de junho de 1958    | Independência    | 11 - 0 | América           |                   |
| 6 de setembro de 1919  | Rio Branco       | 11 - 1 | Team Negra        |                   |
| 10 de agosto de 1993   | Andirá           | 1 - 11 | Independência     |                   |
| 5 de novembro de 1950  | Independência    | 10 - 0 | Fortaleza         |                   |
| 2 de outubro de 1976   | Independência    | 10 - 0 | Alvorada          |                   |
| 17 de junho de 2001    | Atlético Acreano | 0 - 10 | Rio Branco        | José de Melo      |
| 24 de junho de 2003    | Rio Branco       | 10 - 0 | Atlético          | José de Melo      |
| 17 de março de 2013    | Galvez           | 10 - 0 | Náuas             | Florestão         |
| 20 de julho de 1947    | Satélite         | 0 - 9  | Rio Branco        |                   |
| 10 de outubro de 1948  | América          | 9 - 0  | Fortaleza         |                   |
| 2 de julho de 1993     | Rio Branco       | 9 - 0  | Andirá            | José de Melo      |
| 12 de maio de 1998     | Andirá           | 0 - 9  | Rio Branco        |                   |
| 19 de abril de 2015    | Rio Branco       | 9 - 0  | Náuas             | Florestão         |
| 6 de agosto de 1950    | Fortaleza        | 10 - 2 | Imperial          |                   |
| 1958                   | América          | 10 - 2 | Botafogo          |                   |
| 10 de junho de 1976    | Independência    | 9 - 1  | Floresta          |                   |
| 28 de novembro de 1976 | Rio Branco       | 9 - 1  | Floresta          |                   |
| 10 de junho de 1976    | Independência    | 9 - 1  | Floresta          |                   |
| 31 de julho de 1921    | Ypiranga         | 0 - 8  | Rio Branco        | Rodrigues Alves   |
| 4 de setembro de 1921  | Rio Branco       | 8 - 0  | Ypiranga          | Rodrigues Alves   |
| 1 de julho de 1951     | Rio Branco       | 8 - 0  | Boulevard         |                   |
| 16 de setembro de 1951 | Rio Branco       | 8 - 0  | Fortaleza         |                   |
| 13 de março de 1966    | Juventus         | 8 - 0  | Botafogo          |                   |
| 5 de junho de 1999     | ADESG            | 8 - 0  | Andirá            | Naborzão          |
| 19 de junho de 2002    | Rio Branco       | 8 - 0  | ADESG             | José de Melo      |
| 19 de abril de 2009    | Vasco da Gama    | 8-0    | Juventus          | Arena da Floresta |
| 18 de agosto de 2021   | Atlético Acreano | 8 - 0  | Plácido de Castro | Arena da Floresta |

## Ranking de pontos 2010 a 2020
Em 2020 foi elaborada uma classificação do Campeonato Acreano de Futebol do periodo de 10 anos entre 2010 e 2020, que consistia em somar os resultados obtidos pelos clubes nas edições referentes. Ao todo participaram 14 clubes durante o período, com a marca de 1.877 gols marcados. O Rio Branco foi o clube que mais marcou, fazendo 422 gols. Por outro lado, o São Francisco foi o que menos furou a meta adversária, marcando apenas 20 gols em 20 partidas, além de ser o que menos venceu, com duas vitórias.
Os três primeiros colocados eram:
- 1º -  Rio Branco, com 158 jogos e 350 pontos;
- 2º - Atlético Acreano, com 155 jogos e 324 pontos;
- 3º - Plácido de Castro com 140 jogos e 212 pontos.

Já as três últimas posições ficaram por conta dos clubes:
- Amax (22 pontos em 21 jogos);
- Adesg (22 pontos em 23 jogos);
- São Francisco	(7 pontos em 20 jogos)[15].

## Ranking Nacional das Federações
As vagas do estado para a Copa Verde, Copa do Brasil e Série D do Campeonato Brasileiro são destinadas através do Campeonato Acreano. O Estado do Acre ocupa atualmente a 18º colocação no Ranking Nacional das Federações (RNF) da Confederação Brasileira de Futebol (CBF), entre as 27 unidades federativas do Brasil. Esta posição possibilita à Federação de Futebol do Estado do Acre distribuir duas vagas para a Copa do Brasil, duas vagas para a Copa Verde e duas vagas para a Série D do Campeonato Brasileiro. Os dados do RNF são de dezembro de 2019.